# Alfredo Mantica
Pour les personnes ayant le même patronyme, voir Mantica.
Alfredo Mantica (né le 17 juillet 1943 à Rimini) est un homme politique italien, membre du parti Alliance nationale. Il est sous-secrétaire d’État aux Affaires étrangères au sein du cabinet de Silvio Berlusconi.